# Ej, Mlhošu, Mlhošu!
Ej, Mlhošu, Mlhošu! je tretji studijski album češke glasbene skupine Banjo Band. Izšel je leta 1979.
Poleg 17 originalnih skladb vsebuje priredbo pesmi Colea Porterja »What Is This Thing Called Love« z naslovom »Dožínky«.
Na albumu Guten Tag! je izšla nemška različica pesmi »Ve Špindlerově Mlýně« z naslovom »In Spindelmühle«.

## Seznam skladb
| Stran 1 | Stran 1                         | Stran 1 |
| Št.     | Naslov                          | Dolžina |
| ------- | ------------------------------- | ------- |
| 1.      | „Krychle‟                       | 2:05    |
| 2.      | „Dožínky‟                       | 2:17    |
| 3.      | „V motelu v Motole‟             | 2:24    |
| 4.      | „Dívka s modrou matrací‟        | 2:20    |
| 5.      | „Nejkrásnější období je podzim‟ | 3:53    |
| 6.      | „Zpívající řezník‟              | 2:42    |
| 7.      | „Ve Špindlerově Mlýně‟          | 2:32    |
| 8.      | „Šuškavý víno‟                  | 2:27    |

| Stran 2 | Stran 2                           | Stran 2 |
| Št.     | Naslov                            | Dolžina |
| ------- | --------------------------------- | ------- |
| 1.      | „Píseň fotbalového soudce‟        | 2:49    |
| 2.      | „Žába - puk‟                      | 1:49    |
| 3.      | „Kaučuková Lou‟                   | 2:03    |
| 4.      | „Diskotéková‟                     | 2:52    |
| 5.      | „Pojď v moji realitu‟             | 1:53    |
| 6.      | „Bambus‟                          | 2:22    |
| 7.      | „Mojmír a Mlhoš‟                  | 3:05    |
| 8.      | „Nekupuj cukr, já jsem tvůj cukr‟ | 2:24    |

## Zasedba
- Ivan Mládek – vokal, banjo, kitara
- Ivo Pešák – klarinet, saksofon, vokal
- Jan Bošina – perilnik, vokal
- Ladislav Gerendáš – trobenta
- Václav Dědina – tuba, bas kitara
- Petr Kaňkovský – kitara, vokal
- Zdeněk Kalhous – klavir
- Tomáš Procházka – bobni
- Vítězslav Marek – Trobenta